# Ionuț Bâlbă
Ionuț Mihai Bâlbă (n. 1 noiembrie 1981 în Pașcani) este un fotbalist român care joacă pe postul de atacant.

## Controverse
În ianuarie 2010, Ionuț Bâlbă a fost condamnat de judecători la nouă luni de închisoare, cu suspendare, pentru conducerea unui autovehicul sub influența alcoolului.